# Olympijská vesnice ve Vancouveru

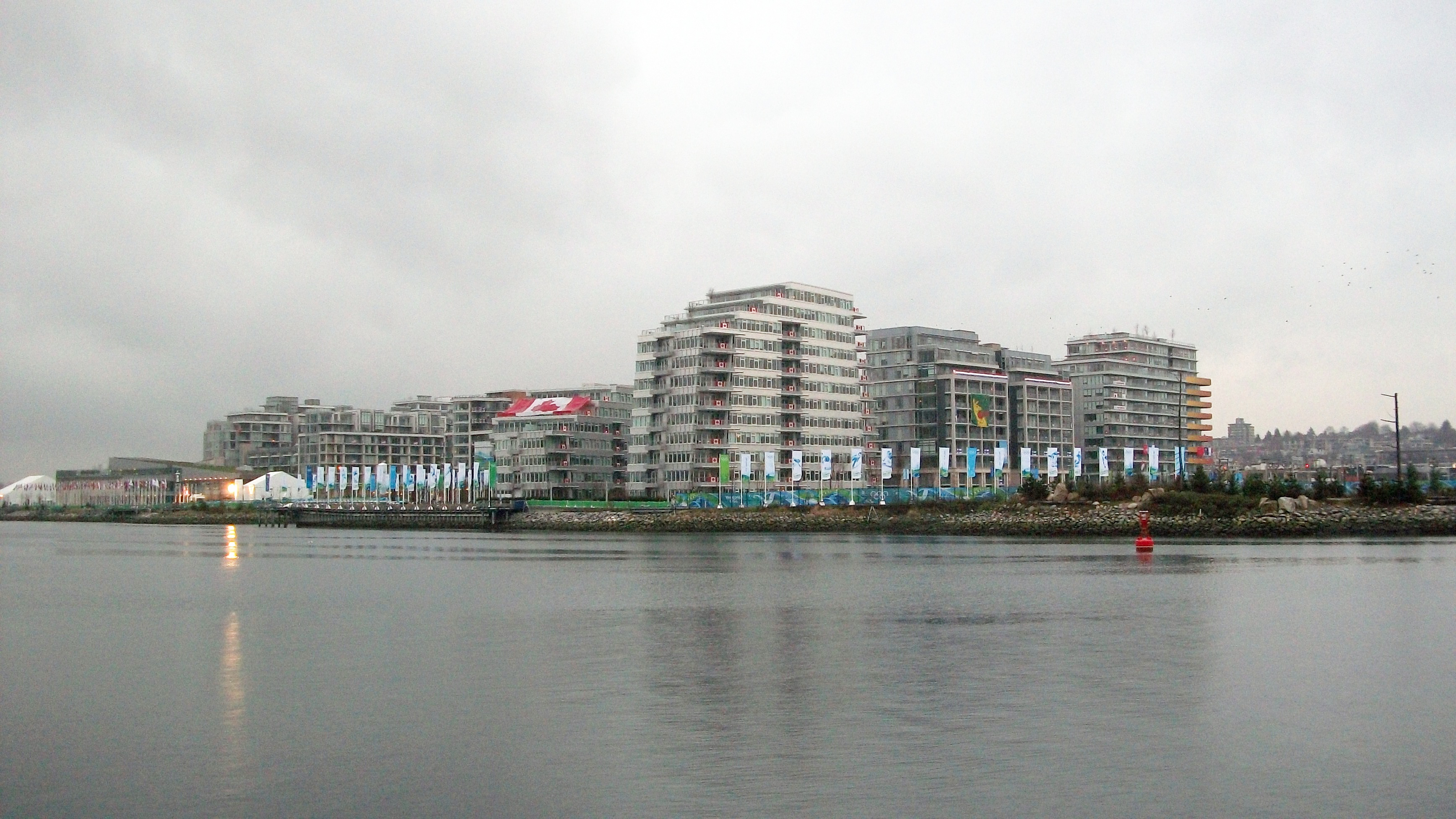
Olympijská vesnice ve Vancouveru

Olympijská vesnice ve Vancouveru (Vancouver Olympic Village – VOV) byla olympijská vesnice, vybudovaná v kanadském městě Vancouver pro Zimní olympijské a paralympijské hry v roce 2010. Rozprostírala se na ploše o velikosti 56 000 m². Bylo zde 600 ubytovacích jednotek pro více než 2800 sportovců, trenérů a funkcionářů.
Olympijská vesnice se nacházela na místě bývalé průmyslové zóny, na kterém se předtím nacházela většinou jen parkoviště. Ležela na pobřeží u jihovýchodní strany zálivu False Creek, na sever od 2. Avenue mezi ulicemi Quebec Street a Manitoba Street. Na jih od budovy Science Worldu se její nábřeží stalo součástí vancouverského nábřeží – umělé ochranné stavby – promenády pro chodce a cyklisty.

## Výstavba
Po přípravných pracích začala výstavba v únoru 2006. Dokončení bylo plánováno na 1. listopad 2009, poté byla vesnice svěřena do správy Organizačnímu výboru pro olympijské hry ve Vancouveru – Vancouver Organizing Committee (VANOC) pro užívání během konání olympijských her. Po jejich skončení se 7. dubna 2010 olympijská vesnice vrátila zpět do vlastnictví města Vancouver. Následně byla přestavěna na obytnou zónu se společenským a kulturním střediskem, třemi jeslemi, základní školou, parkem a náměstím.